# Inkhil
Inkhil (tiếng Ả Rập: أنخل, đã Latinh hoá: Ankhil) là một thị trấn ở miền nam Syria, một phần hành chính của quận al-Sanamayn của tỉnh Daraa. Nó nằm ở phía bắc Daraa và ngay phía đông Cao nguyên Golan ở đồng bằng Hauran. Trong cuộc điều tra dân số năm 2004 của Cục Thống kê Trung ương Syria, nó có dân số 31.258.

## Lịch sử
Trong số những tàn tích cổ xưa được tìm thấy ở Inkhil là phần còn lại của một biệt thự lớn có niên đại từ thế kỷ thứ 2 sau thời La Mã. Trong tòa nhà là hội trường trung tâm hình vòm lớn, kết nối với một số phòng chứa các bức tượng bán thân và các tác phẩm điêu khắc thời La Mã khác được chạm khắc từ đá bazan. Mặt tiền của nó có lối vào được trang trí cao và hốc đầu ốc xà cừ. Trong thời kỳ Byzantine, Inkhil bị thống trị bởi Ghassanids, chư hầu Ả Rập của đế chế có trụ sở tại Jabiya gần đó.
Năm 1596, Inkhil xuất hiện trong sổ đăng ký thuế của Ottoman dưới tên Nahal, là một phần của nahiya của Bani Kilab ở Hauran. Nó có một dân số hoàn toàn Hồi giáo bao gồm 86 hộ gia đình và 45 cử nhân. Họ đã trả mức thuế cố định 40% cho các sản phẩm nông nghiệp, bao gồm lúa mì, lúa mạch, vụ hè, dê và tổ ong; ngoài các khoản thu thường xuyên; tổng cộng 13.000 akçe. Hầu hết thu nhập (22 trong số 24 phần) đã đi đến một waqf (tín ngưỡng tôn giáo).
Thị trấn bao gồm khoảng 50 ngôi nhà vào đầu những năm 1840, tất cả đều là nơi sinh sống của người Hồi giáo. Theo nhà khảo cổ học người Đức Gottlieb Schumacher, Inkhil được ghi nhận là một "nơi nhỏ đánh số 55 đến 60 túp lều" vào năm 1897.
Inkhil là một trong những thị trấn đầu tiên tham gia cuộc nổi dậy Syria 2011-2012 chống lại chính quyền Bashar al-Assad vào tháng 3 năm 2011 sau các cuộc biểu tình ở Daraa. Vào ngày 19 tháng 8, bốn người biểu tình đã thiệt mạng và hàng chục người bị thương sau khi lực lượng an ninh Syria bắn vào những người biểu tình nổi lên từ một nhà thờ Hồi giáo sau những lời cầu nguyện vào thứ Sáu.